# Устанак у Гуангџоуу
Устанак у Гуангџоуу, познат и под именима кантонски устанак или кантонски немири 1927. је био неуспели комунистички устанак у граду Гуангџоуу (Кантон) у јужној Кини током децембра 1927. године.

## Позадина
Провинцијски комитет Гуангдонга Комунистичке партије Кине (КПК) припремао се за устанак у Гуангџоуу од септембра 1927. године. Првобитно је планирао да искористи велику групу војника наклоњених комунистима који су кренули у Гуангдонг након што су учествовали у неуспелом устанку у Нанчангу. Према овим плановима, локални радници и сељаци требало је да буду помоћни радници, док би војници сносили највећи терет борби. Трупе из Нанчанга су биле поражене код Шантоуа почетком октобра, што је онемогућило сваки покушај њиховог коришћења у устанку у Гуангџоуу. Сходно томе, генерални секретар КПК Ћу Ћубај одлучио је да комунисти морају да убеде војнике који су били стационирани у Гуангдонгу да се придруже њиховој ствари. По пријему наређења од Јосифа Стаљина за покретање планираног устанка средином децембра, током новембра, централно партијско руководство и секретар Гуангдонга Џанг Тајлеј у Шангају су израдили коначни план побуне. Првобитно, кинеско комунистичко руководство се успротивило плановима и дало је изјаве совјетској влади да немају шансе да освоје контролу над Гуангџоуом, али је на крају поклекнуло под совјетским притиском. КПК је мислила да је борба између војсковођа оријентисаних према Куоминтангу Џанг Факуеја и Ли Џишена неизбежна у Гуангдонгу, потенцијално пружајући им прилику да искористе хаос који је уследио покретањем више истовремених побуна како би преузели власт у провинцији.
Сељачки побуњеници су требали да баце селоске крајеве у хаос, док би радници требало да заузму седишта округа, а генерални штрајк би паралисао Гуангџоу. Одвојена комунистичка фракција требало је да заузме острво Хајнан, а војска из совјета Хајлуфенг да нападне Хуејџоу, а затим напредује против Гуангџоуа. На крају, међутим, комунисти у Гуангџоуу нису следили овај план. Сукоб између Џанга Факуеја и Ли Џишена већ је избио 27. новембра, при чему је први у изненадном нападу заузео Гуангџоу од другог. Међутим, након тога, Џанг је померио већину својих трупа из града да би се одупро Лијевим контранападима. Када се Покрајински комитет Гуангдонг тако окупио 27. новембра, закључио је да је време идеално за побуну у самом Гуангџоуу. Остаје спорно ко је тачно одговоран за даљи ток догађаја. Комунисти у Гуангдонгу су касније тврдили да је њихова побуна била заснована на плановима о којима се разговарало са партијским руководством, иако је историчар Хсјао Тсо-Љанг тврдио да је први и даље деловао потпуно аутономно и без знања другог. Други историчари сматрају ово гледиште превише екстремним и изнели су доказе који сугеришу да је централно руководство КПК било обавештено о текућим догађајима у Гуангдонгу. Штавише, тврди се да су агенти Коминтерне који су били присутни у провинцији могли пресудно утицати на Комитет провинције Гуангдонг у његовим одлукама о томе када и како покренути побуну.
Без обзира на то ко је одговоран за одлуку, гуангдоншки комитет је почео озбиљно да припрема свој устанак од 27. новембра. Именован је Револуционарни војни савет са Је Тингом као главнокомандујућим и Џанг Тајлејем као председавајућим. Негде почетком децембра, агент Коминтерне Хајнц Нојман стигао је у Гуангдонг, придруживши се локалним комунистима. Према тврдњама вође КПК Џанг Гуотаоа, Нојман је имао велики утицај на комитет и преузео водећу улогу у побуни; други сматрају да је он био само гласник Стаљина. Основна борбена снага побуне састојала се од ад-хок „Црвене гарде“ коју је чинило 2.000 наоружаних радника и кадетског пука инфилтрисаних комуниста од 1.200 војника.

## Историјат
Политичко вођство КПК је 11. децембра 1927. наредило око 20.000 комунистички оријентисаних војника и наоружаних радника да организују „Црвену гарду“ и заузму Гуангџоу. До побуне је дошло упркос снажним приговорима комунистичких војних команданата као што су Је Тинг, Је Цјанјинг и Сју Сјангћан, пошто су комунисти били лоше наоружани - само 2.000 побуњеника је имало пушке. Ипак, побуњеничке снаге су заузеле већи део града у року од неколико сати користећи елемент изненађења, упркос огромној бројчаној и техничкој предности коју су држале владине трупе. Комунистички лидери су званично преименовали градску политичку структуру у „Совјет радника, војника и сељачких посланика“ или „Гуангџоуски совјет“. Међутим, након овог почетног успеха комуниста, Национална револуционарна армија од 15.000 војника ушла је у град и почела да потискује устанике. Након што је још пет дивизија НРА стигло у Гуангџоу, устанак је брзо угушен. Устаници су претрпели велике губитке, док су преживели морали да беже из града или да се крију. Коминтерна, посебно Нојман, су касније окривљени за инсистирање да комунисти морају да се држе Гуангџоуа по сваку цену. Џанг Тајлеј, водећи организатор Црвене гарде, убијен је у заседи док се враћао са састанка. Преузимање је распуштено до раног јутра 13. децембра 1927. године.
У насталим чисткама, многи млади комунисти су погубљени, а Совјет у Гуангџоуу је постао познат као „Кантонска комуна“, „Комуна Гуангџоу“ или „Паришка комуна Истока“; трајала је само кратко по цену више од 5.700 мртвих комуниста и исто толико несталих. Око 20 часова, 13. децембра, совјетски конзулат у Гуангџоуу је опкољен и сво његово особље је ухапшено. У несрећи су погинуле дипломате конзулата Уколов, Иванов и други. Је Тинг, војни командант, био је жртвено јање, окривљен за неуспех, упркос чињеници да су очигледни недостаци комунистичке силе били главни узрок пораза, као што су Је Тинг и други војни команданти исправно истакли. Бесан због његовог неоправданог третмана, Је Тинг је напустио Кину и отишао у егзил у Европу, враћајући се тек скоро деценију касније.
Упркос томе што је то био трећи неуспели устанак током 1927, који је смањио морал комуниста, он је подстакао даље устанке широм Кине.

## Литераутра
- Brandt, Conrad (1958). Stalin's Failure in China: 1924–1927 (на језику: енглески). Cambridge, Massachusetts: Harvard University Press.
- Dirlik, Arif (1. 10. 1997), „Narrativizing Revolution: The Guangzhou Uprising (11–13 December 1927) in Workers' Perspective”, Modern China
- Hsiao, Tso-Liang (April—June 1967). „Chinese Communism and the Canton Soviet of 1927”. The China Quarterly (30): 49—78. JSTOR 651862. Проверите вредност парамет(а)ра за датум: |date= (помоћ)
- Jowett, Philip S. (2013). China's Wars. Rousing the Dragon 1894–1949. Atglen, Pennsylvania: Schiffer Publishing. ISBN 978-1782004073.
- Jowett, Philip S. (2014). The Armies of Warlord China 1911–1928. Atglen, Pennsylvania: Schiffer Publishing. ISBN 978-0764343452.
- Tsin, Michael T. W. (2002). Nation, Governance, and Modernity in China: Canton, 1900–1927. Stanford, California: Stanford University Press.